# Esino (Wein)
Mit dem Namen Esino DOC werden italienische Weiß-, Rot- und Schaumweine aus den Provinzen Macerata und Ancona (Region Marken) verkauft, die seit 1995 eine kontrollierte Herkunftsbezeichnung („Denominazione di origine controllata“ – DOC) besitzen, die zuletzt am 7. März 2014 aktualisiert wurde. Der Name rührt von dem Fluss Esino, in dessen Einzugsgebiet die Rebflächen liegen.

## Erzeugung
Der Esino Bianco wird auch als Spumante erzeugt. Dafür müssen mindestens 50 % der Rebsorte Verdicchio verwendet werden. Höchstens 50 % andere weiße Rebsorten, die für den Anbau in der Region Marken zugelassen sind, dürfen zugesetzt werden.
Der Esino Rosso wird auch als Novello erzeugt. Dafür müssen mindestens 60 % der Rebsorten Sangiovese und/oder Montepulciano – einzeln oder gemeinsam – verwendet werden. Höchstens 40 % andere rote Rebsorten, die für den Anbau in der Region Marken zugelassen sind, dürfen zugesetzt werden.

## Anbau
Die Zone umfasst die gesamte Provinz Macerata und gewisse Bereiche in der Provinz Ancona.
Im Jahr 2014 wurden von 45 ha Rebfläche 2.611 Hektoliter (hl) DOC-Wein erzeugt.

## Beschreibung
Laut Denomination:

### Esino Bianco
- Farbe: strohgelb
- Geruch: charakteristisch intensiv
- Geschmack: trocken
- Alkoholgehalt: mindestens 10,5 Vol.-%
- Säuregehalt: mindestens 4,5 g/l
- Trockenextrakt: mind. 14,0 g/l

### Esino Rosso
- Farbe: rubinrot
- Geruch: charakteristisch intensiv
- Geschmack: trocken
- Alkoholgehalt: mindestens 10,5 Vol.-%
- Säuregehalt: mindestens 5,0 g/l
- Trockenextrakt: mind. 18,0 g/l